# Gilly (karakter)
Gilly er en fiktiv person i den amerikanske forfatter George R. R. Martins fantasyserie A Song of Ice and Fire og i HBOs filmatisering Game of Thrones.
Hun blev introduceret i Kampen om tronen (1996). Hun er en wildling fra nord for Muren, der bliver venner med Samwell Tarly og Jon Snow. Hun optræder efterfølgende i En storm af sværd (2000), Kragernes rige (2005), En dans med drager (2011), og hun vil også optræd i den kommende roman Vinterens vinde. Der er ingen kapitler skrevet fra hendes synspunkt, så hun optræder kun fra Samwell og Jons synspunkt.
Gilly bliver spillet af den engelske skuespiller Hannah Murray i HBO's tv-serie.